# Nicolasa Añón
Nicolasa Añón Paz (Boel, San Pedro de Outes, Outes, 28 de febrero de 1810 - 1 de noviembre de 1887) fue una campesina y poeta española. 

## Trayectoria

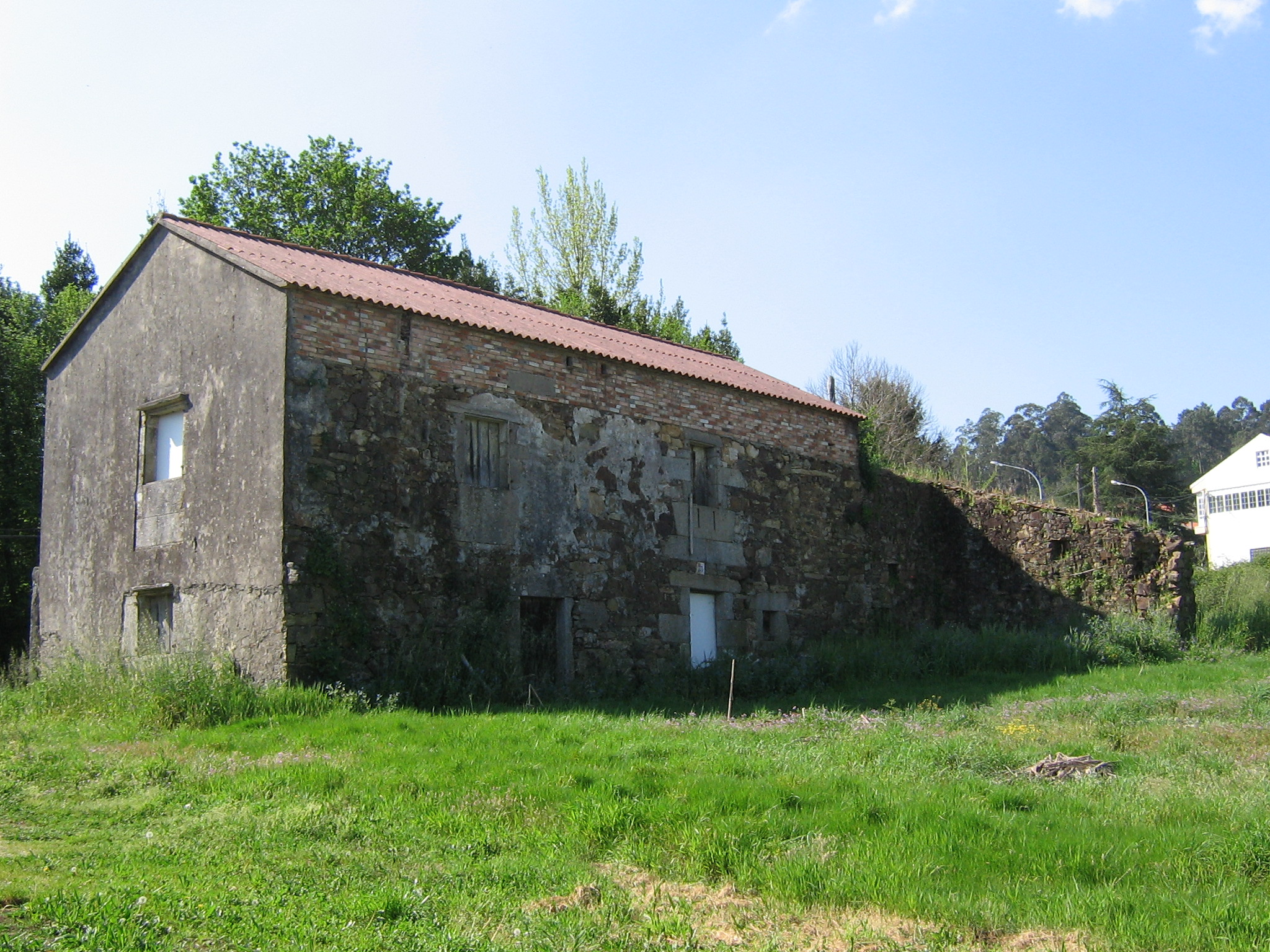
En la fachada que da al huerto se pueden ver las ruinas de la casa natal de Nicolasa.

Nació en el seno de una familia agricultora acomodada y dedicó toda su vida al oficio de labriega y a las típicas tareas domésticas. Era hermana mayor del poeta y periodista gallego Francisco Añón, precursor del rexurdimento cultural gallego del siglo XIX.
El 23 de junio de 1829 se casó con Pedro Buján Coiradas, natural de Pazos (Santa María de Entines), también de Outes, y tuvo tres hijos: Jesús, Eduardo y José.
Nicolasa era analfabeta, cosa común entre campesinos y mujeres de la época, pero en 1885, a los 75 años, dictó al maestro Jacobo Lema Fernández un puñado de poemas que hoy constituyen la única muestra de su poesía. El manuscrito resultante permaneció parcialmente inédito hasta 2014.
El texto está compuesto por cuatro poemas en castellano y dos más en gallego, de cierta extensión y de temática religiosa; sólo uno de los poemas, en gallego, se aparta de esta temática y abarca la visita realizada por el rey Alfonso XII a Santiago de Compostela.
En 1886, el periodista de Noiés Lisardo Rodríguez Barreiro fue a encontrarse con Boel y recogió en el reportaje dos poemas que le recitó Nicolasa: uno dedicado a Alfonso XII y otro inédito, dedicado a la muerte de su hermano Francisco Añón.

Señor, non lle valen nada, porqu’eu maxinos así coma quen non quer a cousa, mentras debullo n’o millo ou acomerando as vacas

El 1 de noviembre de 1887 falleció a consecuencia de una neumonía, en la misma casa donde nació. De ella sólo quedan las ruinas y una placa que recuerda exclusivamente al poeta Francisco Añón.

## Legado
El periodista y escritor español Manuel Ossorio y Bernard le dedicó una entrada en su obra Apuntes para un diccionario de escritoras españolas del siglo XIX, publicada en cinco capítulos en la revista cultural La España Moderna, entre septiembre de 1889 y mayo de 1990.
Nadie vuelve a mencionar a Nicolasa hasta 1963, cuando Ricardo Carballo Calero publica su Historia de la literatura gallega contemporánea y contempla su obra "al cariño de la sombra de su hermano". Xesús Alonso Montero le da una entrada en la Gran Enciclopedia Galega que, en la edición de 2003, dice que nació "entre 1806 y 1810" y que de su obra sólo " dos composiciones, en estrofas octosilábicas, poseen toda la gracia y espontaneidad de la poesía popular ". En octubre de 2012, durante la presentación de un libro de Francisco Añón en la Serra de Outes, Ramón Blanco Fernández lo encontró.
Posteriormente, también fue reivindicada por Josefina López de Serantes, Carmen Blanco y Aurora Marco.